# El diablo mundo
El diablo mundo es un poema de José de Espronceda. Fue publicado entre 1840 y 1841 en cuadernos sueltos, siguiendo el sistema de las novelas por entregas.
Es junto con El Pelayo y El estudiante de Salamanca uno de los tres poemas extensos de su autor, de los cuales solo llegó a concluir el último.

## Argumento
El diablo mundo es un poema fantástico escrito por José de Espronceda e interrumpido en el séptimo canto por la muerte de su autor. Corresponde a su etapa final y es probablemente su obra más compleja y ambiciosa, en la que demuestra una visión dolorosa e irónica del mundo, dominado por el mal (Diablo mundo). Las fuentes fundamentales, como ya señaló el prólogo de Antonio Ros de Olano, amigo de Espronceda, son el Fausto de Goethe y la ironía byroniana, a las que cabe añadir el Cándido de Voltaire y La vida es sueño de Calderón de la Barca.
Después un preludio confiado a voces que invitan a seguir las diferentes vías del espíritu y de la materia, el Poeta, convertido en personaje, introduce en el primer canto a su protagonista, un viejo desilusionado que ha consumido su vida. Mientras resume su amarga existencia, en las tinieblas de la habitación se levanta el fantasma de la Muerte, que lo lisonjea y lo invita. Aparece entonces la Vida, a cuyos brazos tiende el viejo los suyos, de los que recibe la inmortalidad convertido en un joven Adán inocente. En este punto el motivo goethiano del poema termina y empieza el motivo de Voltaire en su Cándido, con la diferencia que, mientras este último puede comparar sus nuevas experiencias de hombre civil con los precedentes de hombre salvaje, el héroe de Espronceda ha olvidado toda su existencia precedente y esto justifica su nuevo nombre de Adán, en cuanto semejante a un recién nacido, tiene que aprender paso a paso la vida.
Una de las más singulares novedades del poema, demostración de la gran habilidad experimental de Espronceda, es la constante presencia de una voz narradora en primera persona que se confunde con la del autor y que interrumpe constantemente el relato para introducir todo tipo de digresiones irónicas y comentarios personales.
El segundo de los Cantos, dedicado a Teresa, amante de Espronceda y muerta en 1839, ha dado lugar a varias interpretaciones sobre su inclusión en el conjunto. Martinengo ha sido el máximo defensor de la unidad del poema, basándose en el “polimorfismo” de la obra y en la risa como cohesionante. Según Alexander Selim Selimov, la relación entre el Canto II a Teresa y el resto del poema es la de una correspondencia de reflejos: Espronceda y Teresa en el Canto II viven la misma experiencia que Adán, Salada y Lucía en los restantes cantos de la obra. 
La contextura de la obra presenta una compleja ilación entre los dos poemas formalmente independientes, pero enlazados a nivel conceptual y metafórico. Es citado por Pedro Antonio de Alarcón en La Alpujarra: sesenta leguas a caballo: 

Y no es aquello de
¡Un caballo! ¡Un caballo y campo abierto...	
y déjame frenético correr!...
que dice a gritos el Adam de El Diablo Mundo... No. Ya no siente nadie la superabundancia de vida del héroe de Espronceda, ni necesidad, como él, de desbravar su alma...".

## Análisis
El diablo mundo quedó inconcluso, pues Espronceda murió antes de poder terminarlo. Está formado por más de ocho mil versos polimétricos, organizados en una introducción y siete cantos. Constituye una ambiciosa epopeya alegórico-simbólica de la vida humana.
El poema puede describirse como un «tapiz complejo»: se compone tanto de fragmentos narrativos como de tonos corales. Se plasma a lo largo del mismo una actitud pesimista: el amor siempre fracasa en su intento de llenar el vacío que dejan la religión o la razón.